# الدوري الكوري الشمالي لكرة القدم 2009
الدوري الكوري الشمالي لكرة القدم 2009 هو موسم من الدوري الكوري الشمالي لكرة القدم. فاز فيه بيونغيانغ سيتي.